# 看護高等学校
看護高等学校（かんごこうとうがっこう）とは、日本の主に看護についての専門技術や知識を習得するために「看護に関する学科」（看護学科）が設置されている高等学校のことである。

## 概要
「看護に関する学科」は普通科などに併設されることが多いため、設置されていても「看護高等学校」と呼ばれることは少ない。
学校名に「看護」を含む例としては、神奈川県立二俣川看護福祉高等学校などがある。また、「看護に関する学科」を設置する高等学校一般を対象として、全国看護高等学校長協会や全国私立看護高等学校協会などの団体がある。
看護高等学校は、看護（場合によっては福祉や医療技術）の技術習得に関する教育課程を編成している。看護高等学校を卒業すると准看護師の受験資格を得ることができる。
最近では准看護師の求人自体が少ないことや看護教育の資質向上が求められたことから、さらに修業年限2年の専攻科を設け、本科から5年一貫で看護師養成を行う高校が多い。中卒から高校の5年制の看護科・専攻科を卒業した場合、高卒から進学する4年制の看護大学や3年制の看護短大・専門学校より早い20歳で看護師免許の取得ができる点がメリットとなる。5年一貫制を実施する高校は通算の修業年数が高等専門学校と同じであり、2016年度以降は大学への編入も可能となった。
なお、5年一貫制の場合、卒業時に看護師の受験資格を得られるが、何らかの理由で4年目など途中で学校を辞めた場合、たとえ3年間在学していたとしても准看護師の受験資格も得ることはできなくなる。これに対し、5年一貫制ではなく、3年間で准看護師の資格を取得し、その後に2年間の専攻科へ進学するタイプの学校は、仮に専攻科在籍中に中途退学したとしても、看護師の受験資格は得られなくなるものの、准看護師の受験資格は保持できるという違いが存在する。

## おもな設置学科
多くの看護高等学校で設置されている学科には、次のようなものがある。
- 本科
  - 看護科
  - 看護学科
  - 衛生看護科
- 専攻科
  - 衛生看護専攻科